# 小行星4306
小行星4306（4306 Dunaevskij）是一颗绕太阳运转的小行星，为主小行星带小行星。该小行星于1976年9月24日发现。

## 轨道参数
小行星4306的轨道半长轴为3.1264655 UA，离心率为0.17。